# 尤里·诺日科夫
尤里·阿布拉莫维奇·诺日科夫（俄語：Юрий Абрамович Ножиков，1934年2月17日—2010年6月15日）苏联和俄罗斯华裔政治家，1991年至1997年担任伊尔库茨克州第一任州长。

## 早期生活
原名尤里·列昂尼多维奇·陈（Юрий Леонидович Чен），1934年出生于列宁格勒（今圣彼得堡），父亲陈金山（Чен Кин Сан，俄文名列昂尼德）是中国人，母亲塔季扬娜·托罗波娃为俄罗斯籍护士。其生父疑似在1937年的大清洗中失踪，母亲后改嫁犹太工人阿布拉姆·莫伊谢耶维奇·诺日科夫（Абрам Моисеевич Ножиков），故改姓。
他在其回忆录中写道：
1937年他彻底消失了。官方宣称死于肺结核，但父亲从未患病，我们也没见过任何医疗记录。如果他真患病，总会留下些文件证据。然而什么都没有，就这么人间蒸发了......母亲改姓应该是出于对我前途的考量——若生父确属被镇压人员，我的人生将毫无出路。
他的继父于1942年12月27日在苏德战争中阵亡。
1956年尤里·诺日科夫毕业于伊万诺沃动力工程学院，参与了乌拉尔、西伯利亚、远东及极北地区重大工程建设。1970年起任“东方能源安装”（Востокэнергомонтаж）信托公司经理，1984-1988年担任布拉茨克水电站建设总局总经理。

## 政治生涯
尤里·诺日科夫于1961年加入苏联共产党。1988年至1991年，他担任伊尔库茨克地区人民代表委员会执行委员会主席。他也是俄罗斯苏维埃联邦社会主义共和国第11届、第12届最高苏维埃委员。
1991年9月19日，尤里·诺日科夫被俄罗斯总统鲍里斯·叶利钦任命为伊尔库茨克州行政首脑。
1992年3月31日联邦条约签署前夕，尤里·诺日科夫为维护地方权益与联邦政府发生了冲突。3月31日上午，在联邦首席监察员瓦列里·马哈拉泽主持的州长会议上，他提出应签署补充协议以平衡自治共和国与其他地区在立法权、国有资产处置、预算体系等方面的地位差异，但未获其他州长支持。最终签署条约时，他特别标注“本文件已考虑补充协议内容”。 同年9月，他拒绝执行总统令，反对将苏联能源企业改制股份公司49%以上股权划归俄罗斯联合能源系统法定基金。
1992至1993年，尤里·诺日科夫担任全俄联盟“革新”（Обновление）联席主席，1992年6月进入“公民联盟”政治协商委员会。
1993年3月20日，叶利钦总统宣布决定将新西伯利亚州州长维塔利·穆哈和尤里·诺日科夫免职，理由是“违反法律”。在伊尔库茨克州小苏维埃的抗议下，叶利钦撤回了这一决定。
1993年12月12日《俄罗斯联邦宪法》颁布当日，尤里·诺日科夫推动实施全国首个地方自治机关选举，并当选首届联邦委员会委员。1994年3月27日，他以78.16%的得票率当选伊尔库茨克州州长。后任俄罗斯州长委员会副主席及跨地区协会“西伯利亚协定”矿产资源委员会主席。
1997年4月25日，尤里·诺日科夫因健康问题及“联邦与地方关系进入新阶段”为由辞职，继任者为击败共产党候选人谢尔盖·列夫琴科的鲍里斯·戈沃林。
尤里·诺日科夫于2010年6月15日在伊爾庫茨克去世，葬于圣母帡幪公墓。

## 奖项
- 两枚劳动红旗勋章（1971年、1981年）
- 苏联国家奖（1985年）——“因创建比利比诺核电站”
- 俄罗斯联邦人民友谊勋章（1994年）——“因其对实施经济改革的巨大贡献，以及为巩固民主力量和加强俄罗斯国家地位所做的积极工作” [9]